# سونغجونغ ملك جوسون
سونغجونغ (بالكورية : 성종) هو ملك مملكة جوسون الكورية التاسع . (ولد في 20 أغسطس 1457 ومات في 20 يناير 1494) . خلف الملك ييجونغ في 1469 وحكم حتى عام 1494 .

## الحكم
هو حفيد الملك سيجو وابن شقيق الملك ييجونغ وابن ويغيونغ ولي العهد . خلف عمه الملك ييجونغ في عام 1469 عندما توفي بسبب مرضه وابنه الوحيد صغير جداً ليحكم . وبما أنه كان أيضاً صغيراً ليحكم المملكة بشكل فعال (كان عمره 13 عندما توج) فإن جدته الملكة جونغهي حكمت المملكة باسمه كوصية جنباً إلى جنب مع والدة الملك , الملكة إنسو (والذي لم يحكم زوجها ويغيونغ فعلياً ولكنه توج كملك بعد وفاته) . في 1476 وفي سن العشرين بدأ الملك فعلياً في حكم المملكة .
اتسمت فترة حكمه بالازدهار والنمو الاقتصادي الوطني، بسبب اعتماده على القوانين التي وضعها الملك تايجونغ والملك العظيم سيجونغ والملك سيجو . كان حاكما موهوباً . في عام 1474 اكتملت مجموعة القوانين التي أمر الملك سيجو بكتابتها، وتم البدء في تنفيذها . أمر الملك سونغجونغ بتنقيح وتحسين القوانين فيما بعد .
شجع الملك علماء الكونفوشيوسية . قام بتوسيع المكتبة الملكة (هونغمنغوان | 홍문관 | 弘文館) ,ومجلس مستشاري الملك في نفس الوقت وعزز ما يسمى بالمكاتب الثلاثة (مكتب المستشارين الخاص، مكتب المفتش العام، مكتب الرقابة العامة) من أجل تحقيق التوازن في البلاط الملكي . ولأول مرة منذ عهد الملك العظيم سيجونغ قام بإحضار علماء الكونفوشيوسية إلى بلاطه، والذين كانت آراؤهم السياسية ضد المسؤولين المحافظين (أعضاء طبقة النبلاء) الذين ساعدوا الملك تايجونغ والملك سيجو ليحكم . بهذه الطريقة قام بجعل حكمه أكثر فاعلية عن طريق تعيين مسؤولين بارعين بغض النظر عن آرائهم السياسية . أنتجت سياساته العديد من التجديدات الإيجابية، مما زاد من أعداد المؤيدين له . كان الملك نفسه فناناً وعالماً ومحباً للجدال في المواضيع الدقيقة في السياسة مع العلماء الليبراليين . شجع العلماء على نشر العديد من الكتب عن الجغرافيا والأدب الاجتماعي، وكذلك مجالات المعرفة التي تفيد عامة الشعب .
كما أرسل العديد من الحملات العسكرية ضد الجورشن على الحدود الشمالية في 1491 , كالعديد من الملوك السابقين . الحملة التي قادها اللواء هو جونغ (허종 | 許琮) كانت ناجحة، والجورشن المهزومين بقيادة ووديها (兀狄哈) تراجعوا إلى شمال نهر يالو . خلف الملك سونغجونغ، ابنه الملك يونسان في 1494 .

## الموت
حكم الملك سونغجونغ لمدة 25 عاماً , ومات وعمره 37 عاماً , وبالتحديد في 20 يناير 1494 . مات في قصر تشانغدوك .

## الأسرة
- الأب : ولي العهد ويغيونغ,[1] (이장 의경세자) , (ولد في 1438 ومات في 2 سبتمبر 1457) .
  - الأب بالتبني : الملك ييجونغ (예종) .
- الأم : الملكة سوهيي[2][3] من عشيرة تشونغجو هان , (소혜왕후 한씨) , (ولدت في 7 أكتوبر 1437 وماتت في 27 أبريل 1504) .[4][5][6]
  - الأم بالتبني : الملكة أنسن من عشيرة تشونغجو هان , (안순왕후 한씨) , ولدت في 1445 وماتت في 23 ديسمبر 1498 .
- الزوجات والأبناء :

1. الملكة غونغهيي من عشيرة تشونغجو هان , (공혜왕후 한씨) , (ولدت في 11 أكتوبر 1456 وماتت في 15 أبريل 1474[7]) , بلا أبناء .[8][9]
2. الملكة جيهون من عشيرة هام-آن يون,[10][11] (제헌왕후) , (ولدت في 1445 - 16 أغسطس 1482),[12] أنجبت :
  1. يي رينغ , الأمير الملكي[13] (이륭 원자) .
  2. ابنين غير مسميان .
3. الملكة تشونغهيون من عشيرة بابيونغ يون,[14] (윤창년 정현왕후) , (ولدت في 1462 وماتت في 1530),[15] أنجبت :
  1. يي يوك , الأمير العظيم جنسونغ , (이역 진성대군) , الابن الوحيد .
  2. الأميرة سنسك , (순숙공주) , الابنة الأولى .
  3. الأميرة شنسك , (신숙공주) , الابنة الثانية .
4. الرفيقة الملكية النبيلة ميونغ من عشيرة أندونغ كيم[16] (명빈 김씨) , أنجبت :
  1. يي جونغ، الأمير مُسان , (이종 무산군) , الابن الوحيد .
5. كيم سك-وي , (숙의 김씨) , أنجبت :
  1. الأميرة هوِسك , (휘숙옹주) , الابنة الأولى .[17]
  2. الأميرة غيونغسك , (경숙옹주) , الابنة الثانية .
  3. الأميرة هوِجونغ , (휘정옹주) , الابنة الثالثة .
6. جونغ غيُم-يي، غوِ-إن من عشيرة تشوغيي جونغ , (귀인 정금이) , (ماتت في 20 مارس 1504),[18][19] أنجبت :
  1. يي هانغ، الأمير آنيانغ , (이항 안양군) , (ولد في 1480 ومات في 1505) , الابن الأول .
  2. يي بونغ، الأمير بونغآن , (이봉 봉안군) , (ولد في 1482 ومات في 1505) , الابن الثاني .
  3. الأميرة جونغهيي , (정혜옹주) , (ماتت في 1507) , الابنة الوحيدة .[20]
7. كوون غوِ-إن , (귀인 권씨) , أنجبت :
  1. يي بيون، الأمير جونسونغ , (이변 전성군) , الابن الوحيد .
8. أوم أنسوسا,[21] غوِ-إن من عشيرة يونغوول أوم , (귀인 엄은소사) , (ماتت في 20 مارس 1504),[18][22] أنجبت :
  1. الأميرة غونغشن , (공신옹주) , (تاريخ الولادة والوفاة غير معروف) , الابنة الوحيدة .[23]
9. لي سك-وي , (숙의 이씨) , بلا أبناء .
10. ها سك-وي,[24] (숙의 하씨) , أنجبت :
  1. يي سُن، الأمير غييسونغ , (숙의 하씨) , (ولد في 1478 ومات في 1504) , الابن الوحيد .
11. هونغ سك-وي,[25] من عشيرة ناميانغ هونغ[26] (숙의 홍씨) , أنجبت :
  1. يي سو، الأمير وانوون , (이수 완원군) , (ولد في 1480 ومات في 1509) , الابن الأول .
  2. يي نيوم، الأمير هويسان , (이념 회산군) , (ولد في 1481 ومات في 1512 , الابن الثاني .
  3. يي دون، الأمير غيونسونغ , (이돈 견성군) , الابن الثالث .
  4. يي هوي، الأمير اكيانغ , (이회 익양군) , الابن الرابع .
  5. يي تشِم، الأمير غيونغميونغ , (이침 경명군) , الابن الخامس .
  6. يي إن، الأمير أنتشون , (이인 은천군) , الابن السادس .
  7. يي هي، الأمير يانغوون , (이희 양원군) , الابن السابع .
  8. الأميرة هييسك , (혜숙옹주) , الابنة الأولى .[27]
  9. الأميرة جونغسن , (정순옹주) , الابنة الثانية .
  10. الأميرة جونغسك , (정숙옹주) , الابنة الثالثة .
12. نام سك-وي , (숙의 남씨) , بلا أبناء .
13. شم سك-وي , (숙용 심씨) , أنجبت :
  1. يي غوان، الأمير يسونغ , (이관 이성군) , (ولد في 1489 ومات في 1552) , الابن الأول .
  2. يي جون، يونغان , (이전 영안군) , الابن الثاني .
  3. الأميرة غيونغسن , (경순옹주) , الابنة الأولى .
  4. الأميرة سكهيي , (숙혜옹주) , الابنة الثانية .
14. كوون سك-يونغ , (숙용 권씨) , أنجبت :
  1. الأميرة غيونغهوِ , (경휘옹주) , الابنة الوحيدة .
15. يون سك-وون , (숙원 윤씨) , بلا أبناء .

## اسمه الكامل بعد الوفاة
- الملك سونغجونغ غانغجونغ إنمن هيونم هيمسونغ غونغهيو عظيم كوريا
- 성종강정인문헌무흠성공효대왕
- 成宗康靖仁文憲武欽聖恭孝大王

## التصوير الحديث
- ظهر في الملك وأنا .
- بدأ المسلسل جوهرة القصر في عهده بحادثة قتل الملكة جيهون، رغم أنه لم يظهر .
- في فلم الملك والمهرج مثل المهرجون مسرحية للملك يونسان تحكي قصة مقتل والدته، وظهر في المسرحية الملك سونغجونغ .
- الملكة إنسو .

كما ظهر في مسلسلات أخرى وعدة أفلام .

## الملاحظات
1. ↑  أعطي فيما بعد لقب الملك دوكجونغ (덕종) .
2. ↑  لقب الملكة كسبته بعد وفاتها , نظراً لوفاة زوجها بدون أن يصبح الملك .
3. ↑  عرفت باسم الملكة الأرملة إنسو في عهد ابنه وبالملكة الأرملة العظيمة الملكية في عهد حفيدها .
4. ↑  الابنة السادسة لهوان هواك (한확) , السيد يانغجول (양절공) الأمير الداخلي سو-وون (서원부원군) , وفيما بعد مستشار الدولة الأيسر (좌의정) والسيدة ناميانغ (남양부부인 홍씨) الأميرة عقيلة الأمير الداخلي من عشيرة هونغ .
5. ↑  خالتها هي الرفيقة كانغ هوي تشانغ شُـ لي , زوجة الإمبراطور يونغلي , وهي واحدة من أجمل 30 امرأة شنقوا ودفنوا مع الإمبراطور عند موته . وأختها هي السيدة غونغ شين إحدى محظيات الإمبراطور شندوها .
6. ↑  تزوجت بالأمير في 1450 وعرفت بالأميرة عقيلة الأمير دو-وون (도원군) ثم في عام 1455 أصبحت تعرف بالأميرة عقيلة ولي العهد وأعطيت اللقب (الرفيقة الملكية النبيلة جونغ , 정빈) ثم عرفت بلقب (수빈 الرفيقة الملكية النبيلة سو) .
7. ↑  ماتت في قصر تشانغدوك (창덕궁) في قاعة (구현전 | غهيون)
8. ↑  الابنة الصغرى لهان ميونغ هووي (한명회) السيد تشنغسونغ (충성공) الأمير الداخلي سانغدانغ (상당부원군) والسيدة هوانغريونغ
9. ↑  تزوجت في 1467 (السيدة تشون-آن(천안군부인)) الأميرة عقيلة الأمير جالسان (잘산군) .
10. ↑  كسبت اللقب بعد وفاتها من قبل ابنها الملك يونسان , وكانت تعرف قبل ذلك ومنذ خلعها في (2 يونيو 1479) باسم (폐비 윤씨) الملكة المخلوعة , السيدة يون .
11. ↑  كانت محظية للملك ومرتبتها هي سك-وي قبل أن تموت الملكة السابقة , وأصبحت الملكة بعد أن ولدت الأمير رينغ
12. ↑  ابنة 윤기견 يون غي-غيون ويعرف أيضاً كـ(윤기무)يون غي-مون , ويعرف أيضاً كـ(함안부원군) الأمير الداخلي هام آن , كما أنه (영의정) رئيس مستشاري الدولة , ووالدتها هي (부부인 신씨) السيدة شن من عشيرة غوريونغ شن .
13. ↑  بعد خلعه في 2 سبتمبر 1506 أعطي اللقب (연산군) الأمير يونسان المخلوع
14. ↑  محظية سابقة كانت رتبتها سك-وي في عام 1473 أصبحت عقيلة ملك في 1479 بعد وقت قصير من خلع الملكة يون
15. ↑  ابنة يون هو (윤호 ولد في 1424 ومات في 1496) , السيد بيونغجونغ (평정공)الأمير الداخلي يونغوون (영원부원군) ووالدتها هي السيدة يون-آن الأميرة عقيلة الأمير الداخلي من عشيرة جون (연안부부인 전씨). ابنة عم كبرى ليون بل-سانغ (윤필상 ولد في 1427 ومات في 14 إبريل 1504) .
16. ↑  تختلف عن امرأة أخرى من محظيات الملك تايجونغ من نفس الرتبة والعشيرة .
17. ↑  تزوجت إم سنغ-جاي (임숭재) الابن الثاني لإم سا-هونغ (임사홍)والذي أصبح المسؤول العسكري بنغوون (풍원위) أخوه الأكبر إم غوانغ-جاي (임광재) هو زوج ابنة الملك ييجونغ , الأميرة هيونسوك .
18. 1 2  أمر الملك يونسان بقتل كليهما , لأنهما تسببا في مقتل الملكة المخلوعة يون والدته .
19. ↑  ابنة جونغ إن-سوك (정인석 ولد في 1424 ومات في 1504 .
20. ↑  تزوجت من (한기) ها غي .
21. ↑  تعرف أيضاً كـ(엄은소이) أوم أنسوي
22. ↑  ابنة (엄산수) أوم سان-سو
23. ↑  تزوجت من هان غيونغ تشم (한경침) ابن هان بو (한보) , السيد يانغهو (양호공)حفيد هان ميونغ-هووي (한명회) , أصبح (청령위) المسؤول العسكري تشونغريونغ .
24. ↑  ابنة (하연) ها يون .
25. ↑  كانت في رتبة (소용 | سو-يونغ) . ارتفعت مرتبتها إلى سك-يونغ (숙용) في عهد الملك يونسان . وبعد الإنقلاب في 2 سبتمبر 1506 ارتفعت إلى سك-وي وحصلت على لقب (자수궁 | قصر الأمومة العاطفية والعمر الطويل) .
26. ↑  ابنة (홍일동) هونغ إل-دونغ
27. ↑  تزوجت في 27 أبريل 1490 من شن هانغ (신항) ابن شن جونغ-هو (신종호) . أصبح زوجها (고원위) مسؤولاً عسكرياً .